# Heiner Niemann
Heiner Niemann (* 7. Januar 1953 in Münster) ist ein deutscher Veterinärmediziner und Tierzuchtwissenschaftler. Er leitete seit 2008 das Institut für Nutztiergenetik in Mariensee des Friedrich-Loeffler-Institutes für Tiergesundheit. Seit dem 1. September 2018 befindet sich Heiner Niemann im Ruhestand, ist jedoch weiterhin als Honorarprofessor an der Medizinischen Hochschule Hannover tätig.

## Leben und Wirken
Heiner Niemann studierte von 1973 bis 1978 Veterinärmedizin an der Tierärztlichen Hochschule (TiHo) in Hannover, darunter ein Semester an der École nationale vétérinaire in Toulouse (Frankreich). Es folgte eine zweijährige Tätigkeit als Doktorand am Institut für Tierzucht und Tierverhalten Mariensee der Bundesforschungsanstalt für Landwirtschaft (FAL) in Braunschweig-Völkenrode mit Promotion zum Dr. med. vet. an der TiHo Hannover. Danach arbeitete er ab 1980 als Wissenschaftler am Institut in Mariensee. 1984 schloss er die Ausbildung als Fachtierarzt für Reproduktionsmedizin mit Weiterbildungsberechtigung ab. 1985/86 unternahm er einen Forschungsaufenthalt am Department of Physiology and Pharmacology an der A & M University, College Station Texas, und 1987 war er Konsultant für ein Projekt zur Kryokonservierung von Angoraziegenembryonen in Neuseeland.
Noch im gleichen Jahr wurde Niemann Leiter des Forschungsbereiches Biotechnologie in seinem Institut. 1989 habilitierte er an der TiHo Hannover für das Fachgebiet Reproduktionsmedizin, wurde zum Privatdozenten und 1994 zum außerplanmäßigen Professor für Reproduktionsbiologie an der TiHo Hannover ernannt. Den Abschluss als Fachtierarzt für Gentechnologie und Molekulargenetik mit Weiterbildungsberechtigung erreichte er 2001. Vier Rufe als Hochschullehrer an Universitäten in Australien, Dänemark und den Niederlanden nahm er nicht an. 2004 bis 2007 war er Adjunct-Professor an der Monash Universität in Melbourne, Australien, und seit 2007 ist er Gastprofessor am Institute for Advanced Technologies der Kinki University in Wakayama, Japan.
Von 2008 bis 2018 leitete Niemann die Einrichtung in Mariensee als Institut für Nutztiergenetik mit der neuen Zuordnung zum Friedrich-Loeffler-Institut (FLI), Bundesforschungsinstitut für Tiergesundheit auf Riems, und war weiter Forschungsbereichsleiter Biotechnologie. 2009 wurde er kooptiertes Mitglied des Lehrkörpers der Medizinischen Hochschule Hannover (MHH) und 2016 hier als Honorarprofessor berufen.

## Würdigung
Heiner Niemann forscht auf dem Gebiet der Biotechnologie bei Nutztieren. Er befasste sich anfänglich mit Embryotransfer, insbesondere bei Rind und Schwein, sowie der Kryokonservierung von Rinderembryonen. Darüber hinaus hat er mit seiner Arbeitsgruppe in verschiedenen Teilaspekten der Biotechnologie bei Nutztieren Pionierarbeiten geleistet. Dazu zählen die Aufklärung von Expressionsmustern bei Embryonen, die Züchtung transgener Schweine für die Xenotransplantation, somatischer Kerntransfers bei Rind und Schwein und die Entdeckung von Kulturbedingungen, die eine Anreicherung von pluripotenten Zellen aus primären somatischen Zellkulturen erlauben. Seine Arbeitsgruppe zählt zu den international führenden Gruppen in diesen Fachgebieten.
Er verfasste (bis 2017) mehr als 600 wiss. Veröffentlichungen, davon 400 in international anerkannten (peer-reviewed) Zeitschriften, betreute 80 Dissertationen und drei Habilitationen und hielt mehr als 700 Vorträge im In- und Ausland, darunter 250 als Invited speaker („eingeladener Redner“) bei wichtigen wissenschaftlichen Tagungen. Er war in vielen Expertengremien zur Evaluierung der Sicherheit von Klontieren oder transgenen Tieren auf nationaler und internationaler Ebene beteiligt.

## Ehrenämter (Auswahl)
Er war bzw. ist aktives Mitglied vieler nationaler und internationaler wissenschaftlicher Gesellschaften, Begutachtungsgremien und Verbundprojekte.
̈
- 1988–1990, 1992–1996: Vorstand der International Embryo Transfer Society (IETS)
- 1988: Präsident der International Embryo Transfer Society (IETS),
- 1989–2000: National Consultant der Organisation für wirtschaftliche Zusammenarbeit und Entwicklung (OECD) für Biotechnology in Animals
- 1993–2017: Mitglied im Standing Committee der International Conference on Pig Reproduction (ICPR)
- 1998–2003: Mitglied in der Fachkommission „Xenotransplantation“ des Wissenschaftlichen Beirates der Bundesärztekammer
- 1998–2005, seit 2012 Mitglied im Wissenschaftlichen Beirat des Deutschen Primatenzentrums (DPZ) in Göttingen
- 2000–2016: Mitglied und Vorsitzender im Ausschuss „Tierzucht und Biotechnologie“ der Deutschen Tierärzteschaft
- seit 2000 Vorsitzender des Prüfungsausschusses der TÄK Niedersachsen für die Anerkennung als Fachtierarzt für Molekulargenetik und Gentechnologie
- 2007: Mitglied der Expertengruppe der World Health Organisation zur Verwendung transgener Tiere
- 2007, 2008, 2012: Mitglied der Expertengruppe der Europäischen Behörde für Lebensmittelsicherheit (EFSA) zur Sicherheit der Produkte aus geklonten oder transgenen Tieren
- Seit 2007 Vorsitzender des Fachbeirats der Deutschen Gesellschaft für Züchtungskunde (DGfZ)
- Seit 1999 Mitgliedschaft in 14 nationalen und transnationalen Verbundprojekten (unter anderem zur Erforschung der Embryologie und zur Nutzung der Xenotransplantation)

## Ehrungen und Auszeichnungen
- 1987: Biotechnologie-Förderpreis der Hans-Wilhelm-Schaumann-Stiftung, Hamburg
- 2006: Gewinner Konzeptphase der Gründerinitiative Life Sciences
- 2007: Federation Fellowship des Australian Research Council (ARC)
- 2008: Mitglied der Nationalen Akademie der Wissenschaften Leopoldina[2]
- 2012: Martin-Lerche Forschungspreis der Deutschen Veterinärmedizinischen Gesellschaft (DVG)
- 2016: Ehrennadel der Bundestierärztekammer für großes Engagement um den tierärztlichen Berufsstand
- 2017: Pioneer Award der International Embryo Technology Society (IETS)
- 2017: Hermann-von-Nathusius-Medaille der Deutschen Gesellschaft für Züchtungskunde[3][4]

## Publikationen (Auswahl)
- Die fluoreszenzmikroskopische Beurteilung der Entwicklungsfähigkeit früher Embryonalstadien von Kaninchen und Rind mit dem FDA- und DAPI-Test. Dissertation. TiHo Hannover, 1980.
- mit Andrea Lucas-Hahn und Diedrich Smidt: Gentransfer bei landwirtschaftlichen Nutztieren : eine Literaturuntersuchung unter Berücksichtigung potentieller Anwendungsbereiche, des Nutzen-Risiko-Verhältnisses sowie der Notwendigkeit einer Forschungsförderung. Institut für Tierzucht und Tierverhalten Mariensee der FAL Neustadt a. Rübenberge, 1988.
- Biotechnologische Studien an präimplantatorischen Embryonen von Rind und Schwein. Enke, Stuttgart 1989. (zugl. Habil.-Schr. TiHo Hannover, 1989)
- Potential and limitations of biotechnology in livestock production in developing countries. Teil 1: Animal reproduction and breeding : proceedings of a symposium held at the Institut für Tierzucht und Tierverhalten (FAL) Mariensee, Germany, May 1992.
- Mit Burkhard Meinecke: Embryotransfer und assoziierte Biotechniken bei landwirtschaftlichen Nutztieren. Enke, Stuttgart 1993
- mit W. Kues, A. Lucas-Hahn und J. W. Carnwath: Somatic cloning and epigenetic reprogramming in mammals. In: A. Atala, R. Lanza, J. A. Thomsen, R. Nerem (Hrsg.): Principles of regenerative medicine. Elsevier, 2009, ISBN 978-0-12-381422-7, S. 129–158.
- Epigenetics of cloned embryos and offspring. In: J. Cibelli, J. Gurdon, I. Wilmut, R. Jaenisch, R. Lanza, M. D. West, K. Campbell (Hrsg.): Principles of Cloning. 2. Auflage. Academic Press, Elsevier, Amsterdam 2014, ISBN 978-0-12-386541-0, S. 453–461.